# Жданово (Зубцовский район)
Жданово — деревня в Зубцовском районе Тверской области. Входит в состав Вазузского сельского поселения.

## География
Находится в южной части Тверской области на расстоянии приблизительно 9 км по прямой на юго-восток от районного центра города Зубцов.

## История
Деревня была отмечена еще на карте Менде (состояние местности на 1848 год). В 1859 году здесь (деревня Зубцовского уезда Тверской губернии) было учтено 7 дворов, в 1941—17.

## Население
Численность населения: 60 человек (1859 год), 3 (русские 100 %) в 2002 году, 1 в 2010.